# Kõpu
Kõpu (deutsch: Köppo) ist eine ehemalige Landgemeinde im estnischen Kreis Viljandi mit einer Fläche von 258,7 km². Sie hat 759 Einwohner (Stand: 1. Januar 2010).
Kõpu liegt im Westen des Landkreises. Die Gemeinde liegt ca. 70 km von Pärnu und 185 km von Tallinn entfernt. Der Ort wurde erstmals 1481 urkundlich erwähnt.
Neben dem Hauptort Kõpu umfasst die Landgemeinde die Dörfer Iia, Kuninga, Laane, Punaküla, Supsi, Seruküla, Tipu, Uia und Vanaveski.
In Kõpu befindet sich das Zentrum des Nationalparks Soomaa. Beeindruckend sind für Naturliebhaber die Moorlandschaft und die unberührten Wälder.
Am 21. Oktober 2017 wurden die Landgemeinden Kõo, Kõpu, Suure-Jaani und die Kleinstadt Võhma zur neuen Landgemeinde Nordsakala vereinigt.

## Gut Köppo

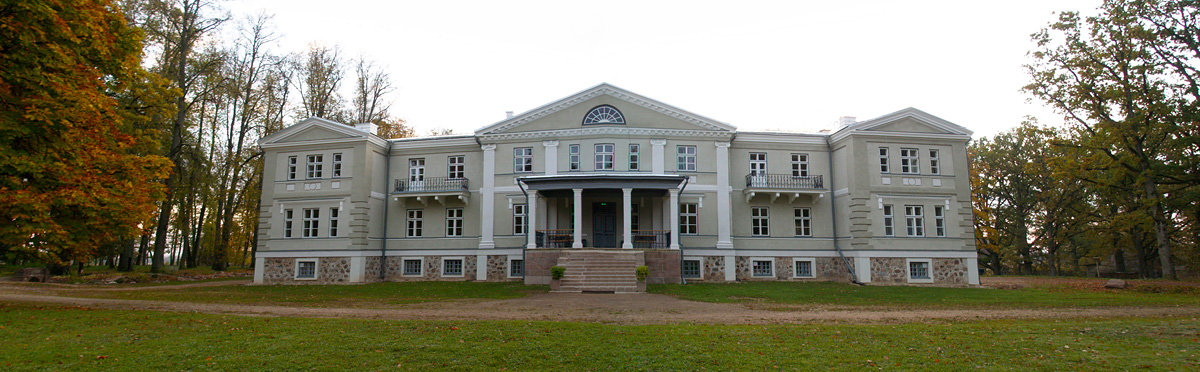
Gutshaus Groß-Köppo, heute Kõpu

Am 19. Dezember 1800 schenkte Zar Paul I. Katharina von Schröders, der Ehefrau des Generalleutnants von Schröders, eine geb. von Grünberg und Witwe des Kapitäns Uschakow, den größten Teil des Gutes unter dem Namen Groß Köppo, der kleine Teil blieb unter dem Namen Klein-Köppo bei der Krone.
Am 17. Januar 1804 verkaufte Katharina von Schröders das Gut Groß-Köppo für 120.000 Rubel an den Sachsen-Weimarschen Geheimen Rat Paul Ludwig Johann von Löwenstern (1752–1824), der es dem Staatsrat Franz Georg von Oettingen (1757–1832) übertrug.
Am 8. September 1805 verpfändete der Staatsrat von Oettingen Groß-Köppo für 132.033 Rubel an seinen Schwager, den Kreishauptmann Bernhard Heinrich von Stryk.
Am 20. April 1822 übertrug von Stryck das Gut für 53.300 Rubel an seinen Sohn, den Landgerichtsassessor Alexander Georg Gottlieb von Stryk, nachdem das Pfandrecht in einen Kauf umgewandelt worden war.
Bis zur Enteignung aufgrund der Estnischen Landreform 1919 besaß die Familie von Stryk das Gut Groß-Köppo.